# 德勒什凯
德勒什凯，是匈牙利沃什州所辖的一个村，总面积4.40平方公里，总人口84，人口密度19.1人/平方公里（2010年1月1日）。